# Symfonie nr. 5 (Sallinen)
Aulis Sallinen componeerde zijn Symfonie nr. 5 opus 57 "Washington Mosaics" in 1983 en 1984.

## Geschiedenis
De opdracht voor dit werk kwam van het National Symphony Orchestra uit Washington D.C. met zijn chef-dirigent Mstislav Rostropovitsj. Het orkest had al eerder een opdracht aan Sallinen gegeven; dat werk, Shadows, beviel zo goed, dat opnieuw een muziekstuk werd besteld bij deze Finse componist. Sallinen zat niet echt op deze opdracht te wachten. Hij had net een strijkkwartet opgeleverd, dat hij maar niet in die compositievorm gegoten kreeg. Zijn vijfde strijkkwartet zou uiteindelijk uit zestien losse secties bestaan, een waar mozaïek.
De combinatie van deze twee voorvallen leverde uiteindelijk de bijtitel van deze symfonie op; ook de klank van de bijtitel droeg daaraan bij, zou de componist later toegeven. De muziek heeft dezelfde algemene teneur als Shadows.

## Muziek
De symfonie bestaat uit vijf delen en was de tot dan toe langdurigste symfonie van de componist. De twee buitendelen geven het werk zijn vorm en klank en omsluiten drie intermezzi, die wat korter van duur zijn:
1. Washington Mosaics I
2. Intermezzo I
3. Intermezzo II
4. Intermezzo III
5. Washington Mosaics II

De symfonie is een strijd tussen stasis en beweeglijkheid. Het hele werk wordt (figuurlijk) geplaagd door een starheid, die opgebouwd is uit akkoorden. Deze chromatisch opgebouwde akkoorden zijn minder dissonant dan je van een chromatische reeks zou verwachten; er is eerder sprake van een diffuse, wat spookachtige klank.
Tegenover deze onbeweeglijkheid komen steeds één of meer muziekinstrumenten te staan, die het werk in beweging proberen te krijgen. Het lukt ze uiteindelijk steeds weer, maar even later komen die akkoorden terug en staat het werk weer stil.
In deel 1 zit in het middenstuk een beweging die als mozaïek aangeduid kan worden: allemaal losse onderdeeltjes vormen één geheel. De deel mondt uiteindelijk uit in een wals, maar na enkele maten is het weer gedaan.
In het eerste intermezzo wordt de dartelheid aangegeven door de hobo, even lijkt het erop dat ze slaagt, maar een paukenslag zet het orkest weer stil. In het tweede intermezzo probeert de trompet het; deze speelt een klaagzang, die ook al in Washington Mosaics I te horen was, maar ook deze poging loopt op niets uit. In het derde intermezzo is het de beurt aan de harp. Met haar arpeggios is het een van de meest beweeglijke instrumenten. De arpeggio's verstommen echter en de harp speelt aan het slot de starre akkoorden mee.
Washington Mosaics II is een voortzetting van Washington Mosaics I. Ook hier starheid troef; het begin van dit deel komt bijna overeen met het begin van de symfonie. Het deel bevat in het finale wederom een wals, deze wals wordt sneller tot stand gebracht dan in het eerste deel en de symfonie zit weer in statis met een aantal slotakkoorden. Een echt slot is er echter niet; de symfonie houdt gewoon op. Dit deel heeft sinds 1987 een nieuwe finale gekregen; Sallinen was niet geheel tevreden over het oorspronkelijke eind. het is een van de weinige verbeteringen die de componist in eigen werk aanbracht.

## Orkestratie
Niet alleen qua tijdsduur is het een groot werk; er is een groot orkest voor nodig:
- 4 dwarsfluiten waarvan 2 piccolo's; 2 hobo's; 4 klarinetten waarvan 2 basklarinetten; 4 fagotten waarvan 1 contrafagot;
- 6 hoorns, 4 trompetten, 4 trombones, 1 tuba
- pauken, zes man/vrouw percussie, harp, celesta
- strijkinstrumenten

## Discografie
- Uitgave CPO: Deutsche Staatsphilharmonie Theinland-Pfalz o.l.v. Ari Rasilainen (bron)
- Uitgave BIS Records: Malmö Symfonie Orkest o.l.v. James de Preist
- Uitgave Finlandia Records: Filharmonisch Orkest van Helsinki o.l.v. Okko Kamu (niet meer verkrijgbaar)